# World Team Challenge 2016
Die 15. World Team Challenge 2016 (offiziell: Joka Classic Biathlon World Team Challenge auf Schalke 16) war ein Biathlonwettbewerb, der am 28. Dezember 2016 in der Veltins-Arena in Gelsenkirchen vor rund 42.000 Zuschauern stattfand.
Gewonnen hat eines der zwei deutschen Teams, nämlich das mit Simon Schempp und Vanessa Hinz.

## Veränderungen
Im Gegensatz zum Vorjahr, als die komplette Strecke überarbeitet wurde, gab es bei dieser World Team Challenge nur wenige Änderungen.
Die einzig nennenswerte Veränderung ist, dass die Strecken etwas breiter gemacht wurde, um Überholvorgänge möglich zu machen. Außerdem wurde eine schwierige Kurve etwas entschärft, um Stürze zu vermeiden.

## Ablauf
Von 14:45 Uhr bis 15:20 Uhr gab es zwei Junioren-Qualifikations-Supersprintrennen. Um 15:20 Uhr gab es die K.O.-Runde der Schneeballschlacht-WM im Winterdorf, ehe es ab 16:00 Uhr die entscheidenden Rennen im Supersprint gab.
Um 16:45 Uhr fand das Finale der Schneeballschlacht-WM in der Arena statt.
Daniel Böhm, der seine Karriere beendet hatte, wurde beim Shoot-Out, das um 17:10 Uhr stattfand, verabschiedet.
Anschließend gab es die Eröffnungsfeier und im Anschluss lief ab 18:15 Uhr das erste Rennen des Tages, nämlich der Massenstart.
Nach dem ersten Biathlonrennen des Tages trat die Band FEUERHERZ in der Veltins-Arena auf, ehe es ab 19:30 Uhr das entscheidende Verfolgungsrennen gab. Nach diesem Rennen wurden noch Siegerehrung und Schlussfeier abgehalten.

## Teilnehmer
Es traten 10 Teams aus neun Ländern an, nur Deutschland war mit zwei Mannschaften vertreten. Kanada debütierte bei der World Team Challenge.

## Ergebnisse

### Massenstart
| Platz | Name                                        | Land        | Zeit in min (+Strafrunden) |
| ----- | ------------------------------------------- | ----------- | -------------------------- |
| 1     | Erik Lesser / Franziska Hildebrand          | Deutschland | 32:27,1 (+2)               |
| 2     | Simon Schempp / Vanessa Hinz                | Deutschland | +0:15,1 (+4)               |
| 3     | Alexei Wolkow / Olga Podtschufarowa         | Russland    | +0:23,7 (+4)               |
| 4     | Simon Eder / Julia Schwaiger                | Österreich  | +0:27,5 (+4)               |
| 5     | Jean-Guillaume Béatrix / Anaïs Bescond      | Frankreich  | +0:50,9 (+6)               |
| 6     | Michal Šlesingr / Gabriela Koukalová        | Tschechien  | +0:57,3 (+9)               |
| 7     | Serhij Semenow / Olena Pidhruschna          | Ukraine     | +1:08,5 (+8)               |
| 8     | Lars Helge Birkeland / Fanny Horn Birkeland | Norwegen    | +1:16,9 (+8)               |
| 9     | Dominik Windisch / Dorothea Wierer          | Italien     | +1:25,0 (+9)               |
| 10    | Macx Davies / Megan Tandy                   | Kanada      | +2:38,5 (+8)               |

### Verfolgung
| Platz | Name                                        | Land        | Zeit in min (+Strafrunden) |
| ----- | ------------------------------------------- | ----------- | -------------------------- |
| 1     | Simon Schempp / Vanessa Hinz                | Deutschland | 33:11,4 (+4)               |
| 2     | Erik Lesser / Franziska Hildebrand          | Deutschland | +0:16,7 (+6)               |
| 3     | Alexei Wolkow / Olga Podtschufarowa         | Russland    | +0:40,2 (+7)               |
| 4     | Jean-Guillaume Béatrix / Anaïs Bescond      | Frankreich  | +0:42,6 (+7)               |
| 5     | Simon Eder / Julia Schwaiger                | Österreich  | +0:43,0 (+7)               |
| 6     | Lars Helge Birkeland / Fanny Horn Birkeland | Norwegen    | +0:43,3 (+5)               |
| 7     | Michal Šlesingr / Gabriela Koukalová        | Tschechien  | +0:57,6 (+8)               |
| 8     | Dominik Windisch / Dorothea Wierer          | Italien     | +1:06,1 (+7)               |
| 9     | Serhij Semenow / Olena Pidhruschna          | Ukraine     | +1:20,0 (+9)               |
| 10    | Macx Davies / Megan Tandy                   | Kanada      | +2:32,0 (+7)               |